# 1698 w literaturze
Wydarzenia literackie w 1698 roku.

## Urodzili się
- Pietro Metastasio, włoski librecista i poeta